# Abraeus
Abraeus là một chi bọ cánh cứng.

## Loài
- Abraeus areolatus (Reitter, 1884)
- Abraeus bolteri LeConte, 1880
- Abraeus brevissimus Roubal, 1930
- Abraeus globosus (Hoffmann, 1803)
- Abraeus granulum Erichson, 1839
- Abraeus loebli Gomy and M.Ohara, 2001
- Abraeus parvulus Aubé, 1842
- Abraeus perpusillus (Marsham, 1802)
- Abraeus roubali Olexa, 1958